# Veliko stopalo
Veliko stopalo je roman Edgara Wallacea.
Ovo je jedno od njegovih važnijih djel zbog lika Soopera, detektiva iz Metropolitanske policije.